# مایکل ارنست سوییت
مایکل ارنست سوییت (انگلیسی: Michael Ernest Sweet؛ زادهٔ ۲۳ مارس ۱۹۷۹) عکاس، نویسنده، آموزگار اهل کانادا است.